# Озерки (присілок, Нюксенський район)
Озерки́ (рос. Озерки) — присілок у складі Нюксенського району Вологодської області, Росія. Входить до складу Нюксенського сільського поселення.

## Населення
Населення — 32 особи (2010; 60 у 2002).
Національний склад (станом на 2002 рік):
- росіяни — 100 %